# Лестер (Западна Вирџинија)
Лестер (енгл. Lester) град је у америчкој савезној држави Западна Вирџинија.

## Демографија
По попису из 2010. године број становника је 348, што је 26 (8,1%) становника више него 2000. године.
| Група             | 2000.       | 2010.       |
| Белци             | 257 (79,8%) | 291 (83,6%) |
| Афроамериканци    | 64 (19,9%)  | 48 (13,8%)  |
| Азијати           | 0 (0,0%)    | 0 (0,0%)    |
| Хиспаноамериканци | 0 (0,0%)    | 1 (0,3%)    |
| Укупно            | 322         | 348         |